# شیر، کمد و جادوگر
شیر، کمد و جادوگر (به انگلیسی: The Lion, the Witch and the Wardrobe) عنوان اولین و پرفروش‌ترین جلد از سری رمان‌های سرگذشت نارنیا نوشته سی. اس. لوئیس است که در تاریخ ۱۶ اکتبر ۱۹۵۰ برای اولین بار به چاپ رسید. از لحاظ سیر زمانی وقایع این کتاب پس از خواهرزاده جادوگر اتفاق می‌افتد. مجله تایم این رمان را در لیست ۱۰۰ کتاب برتر بزرگسالان تمام ادوار قرار داد.
بیشتر داستان در نارنیا، سرزمینی از حیوانات سخنگو و موجودات افسانه‌ای که توسط جیدیس/جادوگر سفید اداره می‌شود، اتفاق می‌افتد. چهار کودک انگلیسی در زمان جنگ جهانی دوم توسط مادرشان برای حفظ امنیت به یک خانه بزرگ و قدیمی در روستایی می‌روند. کوچکترین فرزند، لوسی، سه بار از طریق جادوی کمد به نارنیا سفر می‌کند. در سفر سوم او، خواهر و برادران بزرگترش نیز با او به نارنیا می‌روند و در آنجا یک نبوت قدیمی را برآورده می‌کنند و خود را برای نجات نارنیا از دست جادوگر سفید آماده می‌کنند، پس از پیروزی در نبرد به عنوان پادشاهان و ملکه‌های نارنیا تاج‌گذاری می‌شوند.
یکی از مهم‌ترین مضامین این کتاب، موضوع مسیحیت است. مرگ اصلان و تولد دوباره او برای قیام منعکس‌کننده‌ گزارش کتاب مقدس درباره مرگ و قیام عیسی است.

## داستان
پیتر، سوزان، ادموند و لوسی پونسی برای در امان ماندن از بمب‌باران جنگ جهانی دوم در سال ۱۹۴۰، از لندن به خانه پروفسور دیگوری کریک، که در حومه انگلستان است، می‌روند. لوسی هنگام گشت‌وگذار در خانه، به طور اتفاقی وارد کمد لباس می‌شود و وارد سرزمین جادویی نارنیا می‌شود. او در آنجا، یک فائون، به نام آقای تامنس را ملاقات می‌کند؛ تامنس وظیفه دارد که در صورت مشاهده انسان‌ها، آن‌ها را به جیدیس/جادوگر سفید، حاکم دروغین نارنیا که نارنیا را در زمستان ابدی نگه‌داشته‌است، تحویل دهد. تامنس لوسی را برای صرف چای به خانه‌اش دعوت می‌کند، او اعتراف کرد که در ابتدا قصد داشت لوسی را به جادوگر سفید تحویل دهد اما پشیمان می‌شود و با او دوست می‌شود. لوسی پس از چند ساعت از نارنیا بازمی‌گردد و متوجه می‌شود که فقط چند ثانیه از زمین دور‌ بوده‌است، زیرا بازدید از سرزمین جادویی نارنیا بیشتر از مدت عدم حضور آن‌ها در زمین طول می‌کشد. وقتی لوسی درباره نارنیا به خواهر و برادرانش می‌گوید، آن‌ها حرف او را باور نمی‌کنند. در سفر دوم لوسی به نارنیا، ادموند بدون آنکه لوسی متوجه بشود، او را تعقیب می‌کند و وارد منطقه‌ای دیگری از نارنیا می‌شود. ادموند با جادوگر سفید ملاقات می‌کند، جادوگر ادموند را فریب می‌دهد و او را متقاعد می‌کند که خواهران و برادرش را با قول شاهزاده شدن نزد او بیاورد. لوسی و ادموند به خانه برمی‌گردند، اما ادموند پس از اطلاع از جادوگر سفید، وجود نارنیا را انکار می‌کند. پس از مدتی هر چهار نفر با هم وارد نارنیا می‌شوند و متوجه می‌شوند که آقای تامنس به جرم خیانت توسط جادوگر سفید دستگیر شده‌است. بچه‌ها با آقا و خانم بیور دوست می‌شوند. آقا و خانم بیور به آن‌ها درباره پیش‌گویی که می‌گوید حکومت جادوگر سفید با نشستن دو پسر آدم و دو دو دختر حوا بر چهار تاج‌وتخت پایان می‌یابد و اصلان، حاکم واقعی نارنیا پس از چند سال غیبت در حال بازگشت به‌سوی میز سنگی است، اطلاع می‌دهند. ادموند به سمت قلعه جادوگر سفید حرکت می‌کند و در حیاط قلعه دشمنان جادوگر سفید را می‌بیند که به سنگ تبدیل شده‌اند. او درباره بازگشت اصلان به جادوگر سفید اطلاع می‌دهد. جادوگر سفید به سپاهیانش دستور می‌دهد که خواهران و برادر ادموند را بکشند و خودش در حالی‌که ادموند را با طناب بسته، به سوی میز سنگی حرکت می‌کند. در همین حال آقا و خانم بیور متوجه می‌شوند که ادموند نزد جادوگر سفید رفته‌است و بچه‌ها را به سوی میز سنگی برای دیدار با اصلان هدایت می‌کنند. در حین حرکت، آن‌ها متوجه می‌شوند که برف در حال آب شدن است و آن‌را نشانه‌ای از کم‌رنگ شدن جادوی جادوگر سفید می‌دانند که با ملاقات پدر کریسمس، که توسط جادوی جادوگر سفید از نارنیا دور شده‌بود، تائید می‌شود. پدر کریسمس پس از دادن هدایا و سلاح به آن‌ها، گروه را ترک می‌کند. بچه‌ها و آقا و خانم بیور به میز سنگی می‌رسند و اصلان و ارتش او را ملاقات می‌کنند. ماگریم، گرگ خاکستری که کاپیتان ارتش جادوگر سفید است، به اردوگاه می‌رسد و سعی می‌کند سوزان را بکشد که توسط پیتر کشته می‌شود. جادوگر سفید برای صحبت با اصلان می‌آید و "جادوی عمیق از طلوع زمان" را فرامی‌خواند که به او حق کشتن ادموند را به خاطر خیانت می‌دهد. اصلان با جادوگر سفید به تنهایی صحبت می‌کند و پس از اتمام صحبت به بچه‌ها می‌گوید که جادوگر سفید از کشتن ادموند صرف‌نظر کرده‌است و ادموند نزد آن‌ها برمی‌گردد. سپس اصلان و پیروانش اردوگاه را به سمت جنگل مجاور منتقل می‌کنند. عصر همان روز سوزان و لوسی مخفیانه اصلان را که به سوی میز سنگی می‌رود، دنبال می‌کنند. آن‌ها از دور نظاره‌گر هستند که جادوگر سفید اصلان را می‌کشد- زیرا اصلان با جادوگر سفید پیمان بسته‌بود که به جای ادموند جان او را بگیرد. در صبح، اصلان توسط "جادوی عمیق‌تر از قبل از طلوع زمان" زنده می‌شود؛ جادویی که اگر یک قربانی به‌جای خائن کشته‌شود، مرگ را معکوس می‌کند. اصلان سوزان و پونسی را به قلعه جادوگر سفید می‌برد و کسانی را که جادوگر به سنگ تبدیل کرده‌بود را احیا می‌کنند و سپس همه آن‌ها به ارتش نارنیا که در حال مبارزه با ارتش جادوگر سفید است، می‌پیوندند. اصلان جادوگر سفید را می‌کشد و ارتش نارنیا پیروز می‌شود. و پونسی‌ها به عنوان ملکه‌ها و پادشاهان نارنیا در کِر پاراول تاج‌گذاری می‌کنند. پس از چند سال پونسی‌ها که اکنون بزرگ شده‌اند به دنبال شکار یک گوزن سفید می‌روند که گفته‌می‌شود خواسته‌های کسانی‌که او را شکار می‌کنند را برآورده می‌کند. آن‌ها به چراغ برق ورودی نارنیا می‌رسند و ناخواسته از کمد لباس عبور می‌کنند و به انگلستان برمی‌گردند. آن‌ها متوجه می‌شوند که دوباره کودک هستند و زمانی از عزیمت آن‌ها نگذشته‌است. آن‌ها داستان را برای پروفسور دیگوری کریک تعریف می‌کنند، او حرف بچه‌ها را باور می‌کند و به آن‌ها اطمینان می‌دهد که دوباره به نارنیا باز‌خواهند گشت.

## شخصیت‌های اصلی
- لوسی پونسی: کوچکترین فرزند از چهار خواهر و برادر است. از برخی جهات او قهرمان اصلی داستان است، او کسی است که سرزمین نارنیا را کشف می‌کند؛ او در هنگام بازی وارد کمد خانه پروفسور می‌شود و ناخواسته وارد نارنیا می‌شود. هنگامی که او درباره نارنیا به خواهر و برادرانش می‌گوید، آن‌ها حرف او را باور نمی‌کنند. در نارنیا وی با عنوان ملکه لوسی دلیر تاج‌گذاری می‌شود.
- ادموند پونسی: سومین فرزند خانواده است که رابطه خوبی با برادر و خواهرانش ندارد. ادموند با وعده قدرت جادوگر سفید و رفتارهای جادویی فریب جادوگر را می‌خورد و به برادر و خواهرانش خیانت می‌کند. او بعدا متوجه فریب جادوگر می‌شود و به سپاه اصلان برای شکست جادوگر سفید می‌پیوندد. او در نارنیا با عنوان پادشاه ادموند عادل تاج‌گذاری می‌شود.
- سوزان پونسی: دومین فرزند خانواده است. او تا زمانی‌که به نارنیا نرفت به آن اعتقاد نداشت. سوزان و لوسی اصلان را در راه میز سنگی همراهی می‌کند. جایی که اصلان جان خود را فدای ادموند کرد. پس از زنده‌شدن دوباره اصلان، او تلاش می‌کند تا نیروهای تقویت‌کننده بیشتری را برای نبرد آماده کند. وی در نارنیا با عنوان ملکه سوزان مهربان تاج‌گذاری می‌شود.
- پیتر پونسی: بزرگترین فرزند خانواده است که تلاش می‌کند خردمندانه مشکلات بین خواهران و برادر کوچکترش را حل کند. او نیز مانند سوزان تا قبل از سفر به نارنیا، به آن اعتقادی نداشت. از پیتر به خاطر قتل ماگریم و فرماندهی در نبرد برای سرنگونی جادوگر سفید، قهرمان یاد می‌شود. او صاحب تاج پادشاه اعظم نارنیا می‌شود و با عنوان پادشاه پیتر کبیر تاج‌گذاری می‌شود.
- اصلان: یک شیر بزرگ که پادشاه بر حق نارنیا و سایر کشورهای جادویی است. او برای نجات ادموند جان خود را فدا می‌کند؛ اما به موقع زنده می‌شود تا در نبرد حضور داشته‌باشد. اصلان به عنوان "پسر امپراتور آن‌سوی دریا" خالق قدرتمند نارنیا است. لوئیس فاش کرد که او اصلان را به عنوان پرتره‌ای از مسیح نوشته‌است.
- جیدیس/جادوگر سفید: ملکه شرور نارنیا است، سلطنت او در نارنیا باعث شده‌است که زمستان صدسال ادامه یابد و پایانی برای آن نباشد. او در هنگام عصبانیت با عصای خود موجودات را به سنگ تبدیل می‌کند. او از تحقق این پیشگویی که دو پسر آدم و دو دختر حوا سلطنت او را نابود خواهند کرد، می‌ترسد. از او به عنوان جادوگر سفید یا جادوگر یاد می‌شود. نام واقعی او جیدیس است.
- پروفسور دیگوری کریک: یک پیرمرد مهربان که بچه‌ها در خانه او زندگی می‌کنند. او اولین کسی است که حرف لوسی درباره نارنیا را باور می‌کند. هنگامی پونسی‌ها از نارنیا برمی‌گردند او به آن‌ها اطمینان می‌دهد که باز هم به آنجا برمی‌گردند. به نظر می‌رسد که او بیشتر در نارنیا اطلاعات دارد.
- تامنس: یک فائون، اولین فردی که لوسی در نارنیا با او آشنا می‌شود. او وظیفه دارد که انسان‌ها را به جادوگر تحویل دهد، اما دوستی او با لوسی مانع از این کار می‌شود. او توسط جادوگر زندانی و به سنگ تبدیل می‌شود که بعدها اصلان او را نجات می‌دهد.
- آقا و خانم بیور: دو سگ آبی که پونسی‌ها را به سوی اصلان هدایت می‌کنند.

## اقتباس سینمایی
- سرگذشت نارنیا: شیر، کمد و جادوگر (۲۰۰۵)

## بازی ویدئویی
- سرگذشت نارنیا: شیر، کمد و جادوگر(۲۰۰۵)